# Homes, homes, homes
Homes, homes, homes (títol original en italià Uomini uomini uomini) és una pel·lícula italiana del 1995 dirigida per Christian De Sica. Ha estat doblada al català.

## Argument
Quatre amics homosexuals: Vittorio, un arquitecte que s'enamora d'Alex, un dels seus empleats; Sandro, divorciat amb un fill i que treballa en el món del cinema; Dado, un estimat metge i Tony, propietari d'una botiga de roba d'home.
Els quatre, que solen reunir-se per confiar-se i demanar-se consell sobre com afrontar les relacions i els amors fugaços, acaben vivint amb els seus problemes quotidians provocats per una societat encara no preparada per acceptar la seva homosexualitat, sense perdre mai el seu somriure i ganes de broma.
Sandro s'acosta al seu fill; Dado, que fa temps que pateix una malaltia cardíaca sense que els seus amics ho sàpiguen, mor d'un infart; Tony, gràcies a un cop de sort, vola a Nova York a treballar com a comerciant d'alta moda, i Vittorio torna a connectar amb Alex, que des de llavors s'ha casat.

## Repartiment
- Christian De Sica: Vittorio Mannino
- Massimo Ghini: Sandro Di Nepi
- Leo Gullotta: Tony Piraino
- Alessandro Haber: Dado Piccioni
- Monica Scattini: Simonetta
- Paco Reconti: Luca
- Paolo Conticini: Alex Giannetti
- Paolo Gasparini: Michele
- Carlo Croccolo: Peppino
- Fabrizia Sacchi: Anna Farnesi
- Lucia Guzzardi: mare de Tony

## Rodatge
El rodatge va tenir lloc a Roma al Luna Park 'Luneur', Colosseo, Palazzo Patrizi Costaguti a Piazza Mattei 10, Via Masolino da Panicale 15, Largo del Nazareno 25, Lungotevere Flaminio 76, Basilica di San Nicola in Carcere i Palazzo Mattei Paganica a Piazza Paganica; a Sabaudia vora Via Lungomare 134 i Municipio di Sabaudia Arxivat 29 August 2012[Date mismatch] a Wayback Machine. a Piazza del Comune 1.

## Recepció
Leo Gullotta va anunciar que era gai durant la promoció de la pel·lícula. La pel·lícula es va estrenar als cinemes italians el 2 de març de 1995.
La pel·lícula va rebre males crítiques, però es va estrenar a 95 pantalles a Itàlia i es va situar tercer el cap de setmana darrere de Nell i Wes Craven's New Nightmare amb un total de 935 milions de lires (584.111 $). En el seu segon cap de setmana va passar al número u.